# 1524
1524 (MDXXIV) je bilo prestopno leto, ki se je po julijanskem koledarju začelo na petek.

## Rojstva
- 28. maj - Selim II., osmanski sultan († 1574)
- 7. september - Thomas Erastus, švicarski kalvinistični teolog († 1583)
- 11. september - Pierre de Ronsard, francoski pesnik († 1585)
- Rodrigo Luis de Borja y de Castro-Pinós, španski kardinal († 1537)
- Luís de Camões, portugalski pesnik († 1580)
- Plautilla Nelli, italijanska slikarka († 1588)

## Smrti
- 20. december - Thomas Linacre, angleški humanist, zdravnik in filozof (* 1460)
- 24. december - Vasco da Gama, portugalski raziskovalec (* okoli 1460)